# Ehrenreich Christoph Koch
Ehrenreich Christoph Koch (* 27. Oktober 1714 in Basse, Mecklenburg; † 10. Oktober 1786 in Wismar) war ein deutscher evangelisch-lutherischer Theologe und Geistlicher.

## Leben
Koch entstammte einer mecklenburgischen Pastorenfamilie. Seine Vorfahren hatten seit dem 16. Jahrhundert Kirchenämter in Mecklenburg inne. Er war der Sohn des Johann Christoph Koch, Pastor zu Basse im Herzogtum Mecklenburg-Schwerin. Seine Mutter, Dorothea Lehmann, war die Tochter des Urban Lehmann, Rektor der Stadtschulen in Anklam und zuletzt Wismar. Koch wurde von Hauslehrern und seinem Vater unterrichtet und studierte ab 1731 an der Universität Rostock Theologie. Dort wohnte er im Haus des Archidiakons Gerling, des späteren Pastors an der Marienkirche.
Nachdem sein Vater ihm das Studium nicht weiter finanzieren konnte, ging er 1734 für zwei Jahre auf die Insel Rügen, wo er bei einer verwitweten Frau von Schwarzer in Natzevitz als Hauslehrer tätig war. Anschließend kehrte er nach Mecklenburg zurück, um einen erkrankten Prediger als Gehilfe zu unterstützen. Ab 1737 war er, durch Vermittlung der Frau von Schwarzer, Hofmeister der jungen Grafen Malte Friedrich und Anselm Carl von Putbus, die er 1739 als Führer an die Universität Greifswald begleitete. In Greifswald wohnten die drei im Haus des Professors Augustin Balthasar. Mit Balthasar entwarf Koch den Plan zur Gründung der Deutschen Gesellschaft zu Greifswald, deren Sekretär er für die Dauer seines Aufenthalts wurde. Er war Mitautor der „Kritischen Versuche zur Aufnahme der deutschen Sprache“. So publizierte er darin eine scharfe Kritik des Sächsischen Prinzen-Raubes von Daniel Triller.
1744 wurde er als Pastor an die Vilmnitzer Kirche und zum Hofprediger der Grafen zu Putbus berufen, die ihm dazu eine deutliche Gehaltserhöhung und den Neubau des Pfarrhauses in Aussicht stellten. Vor Antritt der Stelle absolvierte er im Oktober 1744 in Greifswald die theologische Prüfung und wurde ordiniert. Im folgenden Jahr heiratete er.
1755 führte Moritz Ulrich, Graf zu Putbus und Präsident des Wismarer Tribunals, ihn als Pastor der Wismarer Marienkirche ein. Außerdem wurde er Assessor des Wismarer Konsistoriums. 1757 wurde er vom schwedischen König zum Vizesuperintendenten ernannt. 1774 erfolgte die Ernennung zum Superintendenten der Stadt und Herrschaft Wismar. Im selben Jahr wurde er mit der Trauung des Herzogs von Södermanland, des späteren Königs Karl XIII., und der Prinzessin Hedwig von Schleswig-Holstein-Gottorf beauftragt.
1765 wurde Koch in die Historische Akademie in Göttingen aufgenommen. 1775 wurde er Mitglied der schwedischen Gesellschaft „Pro Fide et Christianismo“.

## Familie
Koch heiratete am 15. Januar 1745 Emerentia Ilsabe Nürenberg, die Tochter des Christoph Nürenberg, Prokurator am Hofgericht Greifswald und Rentmeister (Structuarius) der Universität. Die beiden hatten neun Kinder. Zu diesen gehörten die Söhne:
- Christian (1751–1830), lutherischer Theologe und Geistlicher
- Johann Christian (1754–1807), Jurist, Richter am Wismarer Tribunal

## Schriften (Auswahl)
- Die Vorzüge der greifswaldischen hohen Schule in den reinen und heiligen Absichten ihrer ersten und andern Stiftung. In einer Lob- und Gedächtnissrede auf die vor zweyhundert Jahre geschehene Wiederaufrichtung der dasigen hohen Schule, am 21. Dec. 1739 in dem grossen akademischen Hörsaal bewiesen / von einem Mitglied der deutschen Gesellschaft in Greifswald. Weitbrecht, Greifswald 1740.
- Kritische Versuchen zur Aufnahme der deutschen Sprache. Band 1 und 2, Greifswald 1744 (als Mitautor).
- Vertheidigter Glaube der Christen in Ansehen der Lehre der H. Schrift vom Sacrament der H. Taufe. Rostock / Wismar 1754.
- Pommer- und Rügensche Beyträge zum Dienste der Wissenschaften . 2 Bände 1754/1755.
- Neues Wismarsches Gesangbuch. Wismar 1767.